# Cetariu (gmina)
Cetariu – gmina w Rumunii, w okręgu Bihor. Obejmuje miejscowości Cetariu, Șișterea, Șușturogi i Tăutelec. W 2011 roku liczyła 2165 mieszkańców.